# 브렉 셰이
데인 브레켄 "브렉" 셰이(영어: Dane Brekken "Brek" Shea, 1990년 2월 28일 ~ )는 미국의 축구 선수로 현재 인터 마이애미에서 윙어로 활약하고 있다.